# Regne de Sardenya-Piemont
Piemont-Sardenya és el nom amb què sovint la historiografia designa sintèticament els Estats de Savoia (el conjunt d'estats governats per la dinastia dels Savoia) a partir del moment que s'hi inclogué el Regne de Sardenya (1720) i fins a la transformació en Regne d'Itàlia (1861). En efecte: arran que els Savoia adoptaren com a titulació preferent la de rei de Sardenya, coetàniament els Estats de Savoia, fins llavors coneguts en el concert europeu --de manera sintètica, però imprecisa-- com a Savoia, passaren a ésser designats –amb idèntica imprecisió-- com a Sardenya. El terme sintètic Piemont-Sardenya reflecteix aquest canvi terminològic coetani, i, alhora, emfasitza que el centre neuràlgic de la monarquia savoiana era el Piemont, nucli del poder polític, socioeconòmic i cultural i seu de la capital de tot el conjunt, Torí.
Altres designacions habituals en la historiografia són Regne de Sardenya (tècnicament inexacte fins al 1847) i, fins i tot, Sardenya, amb què es reflecteixen de forma acrítica els usos coetàniament habituals, però extraoficials i imprecisos. Resulten, a més, un punt capcioses, perquè suggereixen un protagonisme sard ben allunyat dels fets històrics.
Piemont-Sardenya fou l'antecessor directe de l'actual Estat italià.

## Estructura estatal

### Confederació d'estats (1720-1847)
En 1717, durant la Guerra de successió espanyola, Sicília fou atorgada a la Dinastia Savoia, mentre que Sardenya ho fou als Habsburg, i en 1720 els Savoia intercanviaren la possessió de Sicília pel Regne de Sardenya.
Fins al 1847, Piemont-Sardenya no fou cap Estat unit, sinó una conjunt d'estats jurídicament independents (i amb lleis i institucions pròpies), només vinculats entre si pel monarca comú; era allò que la historiografia denomina Estat compost. Els components principals eren el Ducat de Savoia, el Principat del Piemont, el Ducat d'Aosta, el Comtat de Niça i el Regne de Sardenya. Tardanament, el 1815, encara incorporaria Ligúria (l'antiga República de Gènova). Com a capital de tot el conjunt continuà exercint Torí, que ja era la capital dels estats dels Savoia d'ençà l'Edat Mitjana.
Jurídicament, el conjunt d'aquest Estat compost rebia la denominació de Estats de Sa Majestat el Rei de Sardenya. Coetàniament, i pel rang superior del títol reial, sovint el conjunt era conegut en el concert europeu com a Regne de Sardenya, o simplement Sardenya, així com abans hom l'havia designat Savoia, i tot i que el Regne de Sardenya pròpiament dit només era un dels estats components de la monarquia, i el més marginat de tots.

### Estat unitari (1847-1861)
El 29 de novembre de 1847 el monarca fusionà tots els Estats de Savoia en sol Estat unitari, que, per motius dinàstics, rebé la denominació oficial de Regne de Sardenya, tot i que la posició hegemònica del Piemont encara en fou més reforçada: en la pràctica, amb aquesta fusione perfetta el Piemont havia annexat tots els altres estats dels Savoia.
En manifestació explícita de les seves intencions, el nou Estat adoptà com a bandera oficial el tricolore del nacionalisme italià (el 1848 com a bandera de guerra, el 1851 com a bandera estatal i civil).
Piemont-Sardenya fou l'impulsor de l'anomenada unificació italiana, que en la pràctica consistí en una ampliació enorme de Piemont-Sardenya a base d'annexar-se altres estats itàlics (1859-1860); pel camí hagué de cedir a França els territoris fundacionals: Savoia i el País Niçard (1860). Finalment, el 17 de març de 1861 prengué el nom oficial de Regne d'Itàlia.

## Política lingüística
Els Savoia assumien els usos establerts dels estats tan heterogenis que governaven; també pel que fa a l'oficialitat lingüística.
Per decrets ducals de 1560, 1561 i 1577, els Estats de Savoia eren oficialment bilingües. A Savoia, a Aosta i a les Valadas Occitanas la llengua de l'administració, de l'ensenyament i de l'alta cultura era el francès; al Piemont i al País Niçard, l'italià. A Sardenya, els reis de Castella hi havien imposat l'espanyol, en substitució del català, al segle XVI; en accedir a la corona sarda (1720), els Savoia conservaren l'oficialitat de l'espanyol durant dècades, però a partir de 1764 el substituïren progressivament pel francès i, sobretot, per l'italià, llengua de què ells, paradoxalment, foren els introductors a l'illa.
Cap d'aquestes llengües estandarditzades era autòctona del territori on feia funcions d'oficialitat. Les llengües populars, d'ús quotidià massiu, eren: l'occità, a les Valadas i al País Niçard; l'arpità, a Savoia i a Aosta; el piemontès (branca del padà), al Piemont; el sard, a la major part de Sardenya; l'italià, a l'extrem septentrional de Sardenya; i el català, a l'Alguer.
La cort dels Savoia era plurilingüe; s'hi parlaven piemontès, francès i italià. Els consells de ministres se celebraven en piemontès, i en els usos jurídics predominava el francès.
La dinastia mateixa, originàriament arpitana, havia estat francòfona fins que, instal·lada a Torí, adoptà el piemontès com a llengua familiar. Emperò, els reis tenien el francès com a principal llengua de cultura, i el parlaven fluidament, a diferència de l'italià, que articulaven amb dificultat.
L'italià era molt lluny de fer-hi de llengua comuna, ni tan sols entre les classes altes. És simptomàtica la sociolingüística dels grans impulsors del procés d'unificació italiana. Cavour parlava piemontès a casa i tenia un domini perfecte del francès; però cada vegada que havia de fer un discurs públic en italià es tancava al despatx durant hores a aprendre'l de cor. Durant la guerra de 1859, el rei Víctor Manuel II celebrà la victòria de Solferino (autòcton Sulfrì) adreçant-se espontàniament a l'Estat Major en francès; i en ocasió tan solemne com la presa de possessió de Roma, ja el 1870, confià al seu seguici unes paraules ben poc èpiques, però cèlebres: Finalmente i suma ('Finalment hi som', en piemontès; cf. italià Finalmente ci siamo). Quant a Garibaldi (Garibaut?), com a bon niçard, era occitanòfon i tota la vida pugnà amb les subtilitats de la gramàtica italiana; l'escolarització infantil en italià l'havia convertit en fervent patriota d'una llengua aliena.
En ple Risorgimento l'article 62 de l'Statuto Albertino (constitució sardopiemontesa de 1848) confirmà la cooficialitat del francès, fins i tot al parlament de Torí. En la dècada de 1850 diversos polítics i intel·lectuals engegaren àcides campanyes de premsa en contra. La cessió de Savoia, el 1860, estalvià d'abrogar l'article, que progressivament deixà d'aplicar-se a Aosta.

## Història

### Antecedents
Al final de la Guerra de Successió Espanyola, i en virtut del Tractat d'Utrecht de 1714, l'imperi Austríac rebé el Regne de Sardenya. mentre que la Casa de Savoia rebia el Regne de Sicília.
Posteriorment, però, Carles VI d'Àustria i Víctor Amadeu II de Savoia decidiren bescanviar els seus territoris (tractat de Londres, 1718). D'aquesta manera, en fer-se efectiu el tractat (1720) els Savoia uniren l'illa de Sardenya i el títol de "rei" al conjunt dels seus estats, el centre neuràlgic dels quals continuà essent el Piemont. La titulació preferent com a reis de Sardenya per part dels Savoia, a partir de 1720, ha induït la historiografia a encunyar el terme sintètic Piemont-Sardenya per a designar el conjunt dels Estats de Savoia en aquest període.
El títol de rei de Sardenya fou el de rang més elevat dels que dugueren els monarques de la dinastia de Savoia fins a la proclamació del Regne d'Itàlia el 1861. Els nobles piemontesos lamentaven el fet que la part més pobra del regne, Sardenya, s'honorés amb el títol de regne, mentre que la part rica, el Piemont, tenia solament el títol de principat, i la Savoia fundacional restava en ducat. Emperò, això no minava gens el predomini del Piemont ni la marginalitat creixent de Sardenya.
Els Savoia continuaren usant tots els altres títols que els corresponien pels seus estats diversos: duc de Savoia, príncep del Piemont, duc d'Aosta i comte de Niça, bàsicament.

### Els primers reis

#### Víctor Amadeu II

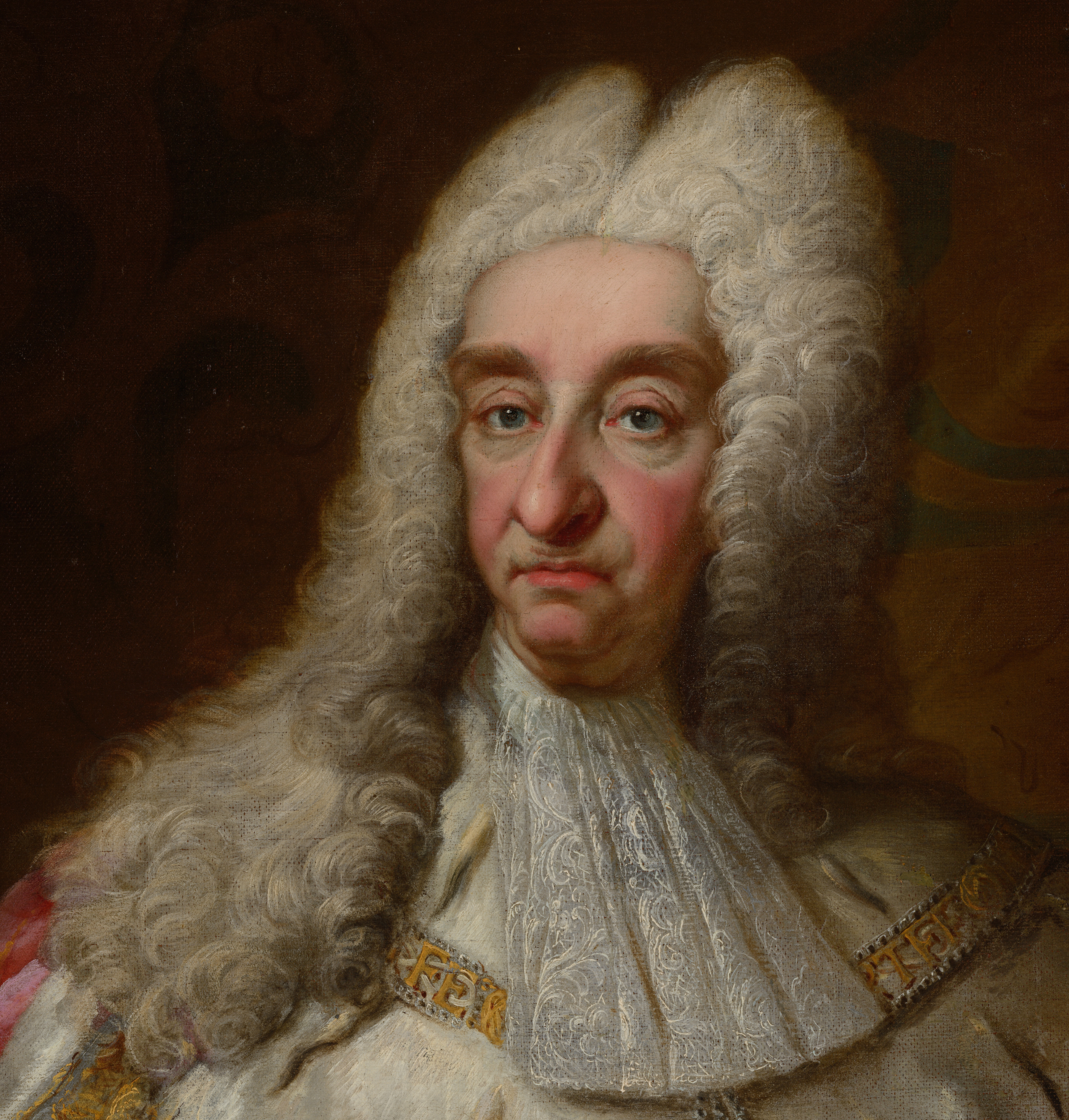
Imatge de Víctor Amadeu II de Savoia.

Víctor Amadeu II de Savoia fou el primer dels monarques de la casa de Savoia a titular-se rei, en ascendir al tron del Regne de Sicília (1714), i, definitivament, en intercanviar-lo pel de Sardenya (1720).
És considerat un "dèspota il·lustrat" i administrà sàviament tots els territoris del regne, engegant una sèrie de reformes algunes de les quals estan molt avançades per a l'època, com la creació del cadastre, si bé el seu regne patí greus crisis econòmiques i de seguretat.
Inicià una lenta recuperació econòmica gràcies al comerç de vi, però a mitjans del segle xviii gràcies al descobriment de les glaceres prop de Chamonix per part dels britànics William Windham i Richard Pecock aquesta zona es convertí en la destinació preferida de l'aristocràcia britànica. Això provocà que l'inicipent turisme alpí es consagrés pels volts de 1786 amb l'ascens al cim del Mont Blanc per part de Jacques Balmat.

#### Carles Manuel III
Fill de l'anterior, Carles Manuel III de Sardenya, participà activament en dues guerres: la Guerra de Successió Polonesa i la Guerra de Successió Austríaca. En aquesta última guerra no en sortí ben parat al patir la invasió dels francesos, el 1744 patí la derrota a la batalla de Madonna dell'Olmo però el 1747 aconseguí expulsar els francesos amb la victòria a la batalla dell'Assietta.
El 19 de setembre de 1772 va establir el primer Servei Postal del món i posteriorment va modernitzar els ports de Niça i Vilafranca de Mar, i va lluitar contre el bandolerisme.

### Període revolucionari i napoleònic
El rei Víctor Amadeu III de Savoia s'alià amb el Regne d'Espanya, el Sacre Imperi Romanogermànic i el Regne de Prússia per fer front les envestides de la Revolució Francesa.
El 1793 la Primera República Francesa va organitzar una temptativa d'invasió de la part insular del Regne gràcies al fet que havia mantingut en la zona consellers i espies. La noblesa de l'illa va acceptar la rebel·lió, seguint la denegació de Víctor Amadeu III de reconèixer els estatuts sards, Stamenti. El 28 d'abril de 1794 els reis foren expulsats, mitjançant un aixecament republicà dirigit per l'advocat Giovanni Maria Angioy.
Després del propòsit manifestat per la Convenció Nacional d'exportar la Revolució Francesa, del guillotinament de Lluís XVI el 21 de gener del 1793 i de l'obertura francesa del riu Escalda, es va formar la Primera Coalició contra França, quan de fet ja s'havien iniciat les Guerres de la Revolució Francesa. Després de les victòries a la batalla de Millesimo i la Segona batalla de Dego va llançar una invasió total del Piemont i va obtenir una nova victòria a la batalla de Mondovì i el Regne de Sardenya-Piemont es va veure obligat a acceptar l'armistici de Cherasco el 28 d'abril, sortint de la guerra i de la Primera Coalició i perdent el Ducat de Savoia i el comtat de Niça.
El rei Víctor Amadeu III de Sardenya va morir a l'exili el 1796 però aconseguí derrotar els rebels prop d'Oristano. L'advocat Angioy va refugiar-se a França i la casa de Savoia va prendre altra vegada el control de l'illa durant alguns mesos, exercint una repressió molt dura.

#### El tron de Càller
La casa de Savoia, amb tota la seva cort, es refugià a Càller, que fou la nova capital del regne fins a la restitució final dels estats de terra ferma (possessions continentals del regne) el 1814.

#### El tron a Torí

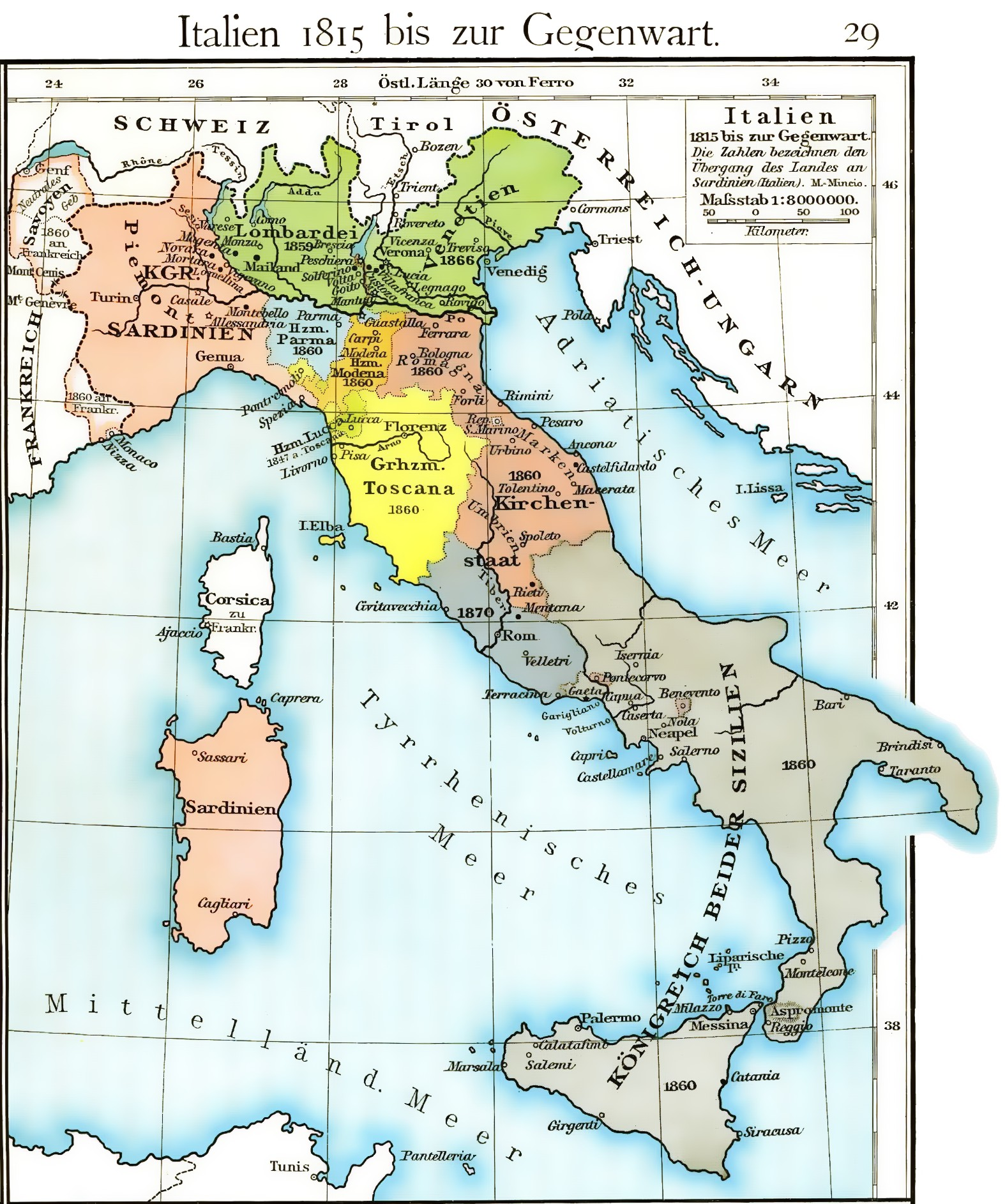
Estats de la península Itàlica l'any 1815.

El 10 de desembre de 1798 va ser creada a Torí la República del Piemont, esdevenint reconeguda pels francesos que havien ocupat la ciutat. El 20 de juny de 1799, aprofitant l'estada de Napoleó a Egipte, les tropes austro-russes van reconquerir la ciutat de Torí i van restaurar Carles Manuel IV de Sardenya al seu tron, però un any després, França tornà a ocupar la ciutat creant la República Subalpina. Aquesta república fou la primera a Itàlia que adoptà el sistema decimal del franc francès. L'11 de setembre de 1802 el Piemont fou annexat a França i se suprimí la República Subalpina.
Amb la Restauració i amb el Tractat de París de 30 de maig de 1814, la casa de Savoia fou restaurada en els seus drets i el 4 de gener de 1815, pel Congrés de Viena, la Gènova i la Ligúria van ser annexades al Regne, per constituir un estat prou gran per fer front a França.

### La Restauració
El 2 de maig de 1814 Víctor Manuel I de Sardenya partí de Càller en direcció a Torí, on el dia 19 entrà triomfant i mitjançant el Tractat de París i el Congrés de Viena el poder de la Dinastia Savoia augmentà, aconseguint crear un regne prou poderós per fer front a qualsevol envestida de França.

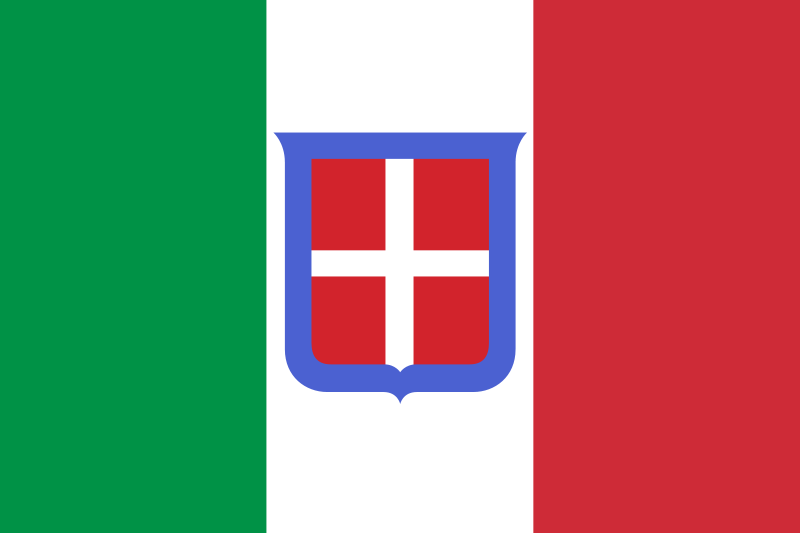
La Bandera del Regne de Sardenya, de 1848. Ja es pot veure la futura bandera tricolor italiana amb l'escut d'armes de la Casa de Savoia.

L'any 1821 l'abdicació de Víctor Manuel I de Sardenya, el matrimoni del qual amb Maria Teresa d'Àustria-Este només li proporcionà hereus femenins, comportà l'ascens de l'oncle d'aquest, Carles Fèlix I de Sardenya. Aquest afavorí la industrialització del país i el liberalisme, però del seu casament amb la princesa Maria Cristina de Borbó-Dues Sicílies no tingué descedència, cosa que comportà un breu període d'incertesa. El 1831 la successió recaigué en el seu nebot Carles Albert I de Sardenya, cap de la casa de Savoia-Carignano.

### Creació de l'Estat unificat
El 29 de novembre de 1847 el rei Carles Albert proclamà la unió administrativa dels seus diversos estats, tot transformant-los en un sol Estat, de caràcter unitari i centralista, que, per conveniència dinàstica, prengué el nom de Regne de Sardenya; fou l'anomenada fusione perfetta.

### ElRisorgimento
El 4 de març de 1848 Carles Albert promulgà una constitució liberal, coneguda com a Statuto Albertino, que el 1861 seria assumida per l'Estat successor, el Regne d'Itàlia, i que continuaria en vigor, amb esmenes, fins a l'adopció de la Constitució de la República Italiana, el 1948.
Durant els fets revolucionaris de l'any 1848 Carles Albert fou l'únic monarca italià que donà suport als revolucionaris liberals que pretenien la unificació de la península. Per això, declarà la guerra a l'imperi austríac, que el derrotà en dues batalles campals a Custoza el 1848 i a Novara el 1849.
Aquestes derrotes comportaren l'abdicació de Carles Albert I en favor del seu fill Víctor Manuel II de Sardenya, el 23 de març de 1849.

### Cap al Regne d'Itàlia

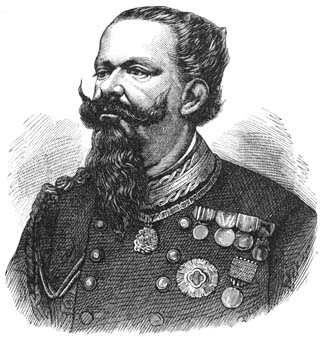
Imatge de Víctor Manuel II de Sardenya.

Fracassada la temptativa anterior, en la dècada de 1850 Piemont-Sardenya esdevingué el motor de la unificació italiana, gràcies al ministre liberal Camillo Benso di Cavour i a la decisió de Víctor Manuel II. En 1855-1856, i amb la intenció de congraciar-se suports internacionals, Piemont-Sardenya intervingué en la Guerra de Crimea, aliada amb l'Imperi Otomà, la Gran Bretanya i el Segon Imperi Francès contra l'imperi Rus cercant el seu recolzament per a lluitar contra Àustria per a reunificar Itàlia.
La segona guerra de la independència italiana de 1859 va enfrontar al Segon Imperi Francès i el Regne de Sardenya (Piemont-Sardenya) amb l'Imperi Austríac, i es tancà amb el Tractat de Zuric el novembre, pel qual els Habsburg cedien Llombardia a França, la qual, al seu torn, la transferí a la casa de Savoia. Àustria conservà el Vèneto i les fortaleses de Màntua i Peschiera. Tots els estats itàlics, fins i tot el Vèneto, que era possessió habsbúrgica, hagueren d'unir-se a una confederació italiana, presidida pel Papa.
A canvi, però, pel tractat de Torí (24 març 1860) els Savoia hagueren de cedir a França els territoris fundacionals de llur poder i d'on era originària la dinastia: la mateixa Savoia i el País Niçard. La cessió fou encoberta mitjançant sengles plebiscits que, evidentment, donaren suport a l'annexió francesa.
Entre l'agost de 1859 i el novembre de 1860, mitjançant plebiscits igualment opacs, Piemont-Sardenya s'annexà cinc estats itàlics (incloent-hi Toscana i Nàpols-Sicília) i diverses províncies dels Estats Pontificis, amb què deglutia la major part de la península i tot l'illa de Sicília.
El 17 de març de 1861, havent-se expandit tan desmesuradament, Piemont-Sardenya canvià el nom oficial de Regne de Sardenya pel de Regne d'Itàlia.

### Presidents del Consell de Ministres
| Inici                  | Finalització           | Nom                           |
| 18 de març de 1848     | 27 de juny de 1848     | Cesare Balbo                  |
| 27 de juny de 1848     | 15 d'agost de 1848     | Gabrio Casati                 |
| 15 d'agost de 1848     | 11 d'octubre de 1848   | Cesare Alfieri di Sostegno    |
| 11 d'octubre de 1848   | 16 de desembre de 1848 | Ettore Perrone di San Martino |
| 16 de desembre de 1848 | 21 de febrer de 1849   | Vincenzo Gioberti             |
| 21 de febrer de 1849   | 27 de març de 1849     | Agostino Chiodo               |
| 27 de març de 1849     | 7 de maig de 1849      | Claudio Gabriele de Launay    |
| 7 de maig de 1849      | 21 de maig de 1852     | Massimo d'Azeglio             |
| 21 de maig de 1852     | 4 de novembre de 1852  | Massimo d'Azeglio             |
| 4 de novembre de 1852  | 4 de maig de 1855      | Camillo Benso di Cavour       |
| 4 de maig de 1855      | 19 de juny de 1859     | Camillo Benso di Cavour       |
| 19 de juny de 1859     | 21 de gener de 1860    | Alfonso Ferrero della Marmora |
| 21 de gener de 1860    | 23 de març de 1861     | Camillo Benso di Cavour       |